# Ådskär, Möja
För andra betydelser, se Ådskär.
Ådskär är en långsträckt holme i Storö-Bockö-Lökaö naturreservat öster om Möja i Stockholms skärgård. Holmen har en utsträckning i nord-sydlig riktning på cirka 1 km och en bredd i ost-västlig riktning på maximalt 300 m. På Ådskär finns en mindre privat fiskestuga som ligger invid öns insjö, Ådskärsglo, men är i övrigt obebyggd.
Naturen är relativt starkt kuperad med skog och tät växtlighet mitt på ön. Vid insjöns södra sida ansluter ett kärr. På norra, västra och södra sidan finns fina klippor och många bra tilläggsplatser för fritidsbåtar. En mindre holme i närheten, nordväst om Ådskär, benämns Lilla Ådskär.
Ångfartyget S/S Blidösund brukar ha Ådskär som ett alternativt slutmål vid de speciella heldagsturer till havs, inkluderande lunch- och middagsservering ombord, som arrangeras av Blidösundsbolaget under sommaren i Stockholms mellersta skärgård.
Från Ådskär är det cirka 6 nautiska mil ut till Stora Nassa skärgård.
| Ådskärs södra udde. Vy mot sydost med öarna Flatskäret, Hjortronkobb och Brunskäret i bakgrunden. |  | S/S Blidösund har lagt till vid Ådskärs västra sida för lunchuppehåll. |
| Ådskärs södra udde. Vy mot sydost med öarna Flatskäret, Hjortronkobb och Brunskäret i bakgrunden. |  | S/S Blidösund har lagt till vid Ådskärs västra sida för lunchuppehåll. |